# Soufiane Bouchikhi
Soufiane Bouchikhi (ur. 22 marca 1990 w Sint-Niklaas) – belgijski lekkoatleta specjalizujący się w biegach długich.
Bez powodzenia startował w 2008 na mistrzostwach Europy w przełajach. W 2009 zajął 7. miejsce w biegu na 10 000 metrów podczas juniorskich mistrzostw Europy rozegranych w Nowym Sadzie. Szesnasty zawodnik młodzieżowych mistrzostw Starego Kontynentu w biegu na 5000 metrów (2011). Pod koniec roku 2012 zajął 2. miejsce w biegu młodzieżowców podczas mistrzostw Europy w przełajach, zdobywając tym samym srebrny medal. Rok później, na tej samej imprezie, sięgnął po srebro w drużynie seniorów. W 2014 zajął 15. miejsce w biegu na 5000 metrów podczas mistrzostw Europy w Zurychu.

## Osiągnięcia
| Rok  | Impreza                                   | Miejsce   | Konkurencja           | Pozycja     | Wynik    |
| ---- | ----------------------------------------- | --------- | --------------------- | ----------- | -------- |
| 2008 | Mistrzostwa Europy w biegach przełajowych | Bruksela  | bieg juniorów         | 39. miejsce | 19:44    |
| 2009 | Mistrzostwa Europy juniorów               | Nowy Sad  | bieg na 10 000 metrów | 7. miejsce  | 31:46,38 |
| 2009 | Mistrzostwa Europy w biegach przełajowych | Dublin    | bieg juniorów         | 11. miejsce | 19:05    |
| 2011 | Młodzieżowe mistrzostwa Europy            | Ostrawa   | bieg na 5000 metrów   | 16. miejsce | 14:32,71 |
| 2012 | Mistrzostwa Europy w biegach przełajowych | Budapeszt | bieg młodzieżowców    | 2. miejsce  | 24:40    |
| 2013 | Mistrzostwa Europy w biegach przełajowych | Belgrad   | bieg seniorów         | 28. miejsce | 30:27    |
| 2013 | Mistrzostwa Europy w biegach przełajowych | Belgrad   | drużyna seniorów      | 2. miejsce  |          |
| 2014 | Mistrzostwa Europy                        | Zurych    | bieg na 5000 metrów   | 15. miejsce | 14:17,43 |
| 2015 | Uniwersjada                               | Gwangju   | bieg na 10 000 metrów | 5. miejsce  | 29:24,21 |
| 2015 | Uniwersjada                               | Gwangju   | półmaraton            | 4. miejsce  | 1:06:04  |
| 2016 | Mistrzostwa Europy                        | Amsterdam | bieg na 10 000 metrów | 8. miejsce  | 29:03,74 |
| 2016 | Mistrzostwa Europy                        | Amsterdam | półmaraton            | 28. miejsce | 1:05:31  |
| 2016 | Mistrzostwa Europy w biegach przełajowych | Chia      | bieg seniorów         | 14. miejsce | 28:47    |
| 2017 | Mistrzostwa świata                        | Londyn    | bieg na 5000 metrów   | eliminacje  | 13:28,64 |
| 2017 | Mistrzostwa Europy w biegach przełajowych | Šamorín   | bieg seniorów         | 5. miejsce  | 30:04    |
| 2018 | Mistrzostwa Europy                        | Berlin    | bieg na 5000 metrów   | 10. miejsce | 13:25,22 |
| 2018 | Mistrzostwa Europy                        | Berlin    | bieg na 10 000 metrów | 6. miejsce  | 28:19,04 |
| 2019 | Mistrzostwa świata                        | Doha      | bieg na 10 000 metrów | 14. miejsce | 28:15,43 |

## Rekordy życiowe
- Bieg na milę (hala) – 4:02,90OT (2012)
- Bieg na 3000 metrów (stadion) – 7:55,55 (2017)
- Bieg na 3000 metrów (hala) – 7:53,99OT (2012)
- Bieg na 5000 metrów – 13:22,18 (2017)
- Bieg na 5000 metrów (hala) – 13:46,06OT (2012)
- Bieg na 10 000 metrów – 28:07,15 (2017)